# Diana Vines
Diana Vines (...) è un'ex cestista statunitense.

## Carriera
Ha giocato in Serie A1 italiana con Alcamo.